# Nagroda Goya dla najlepszej aktorki
Nagroda Goya dla najlepszej aktorki (hiszp. Premio Goya a la mejor interpretación femenina protagonista) – nagroda filmowa przyznawana od 1987 r. przez Hiszpańską Akademię Sztuki Filmowej.
Dotychczasową rekordzistką w tej kategorii jest Carmen Maura, która sięgnęła po statuetkę trzykrotnie. Po dwie nagrody zdobyły: Verónica Forqué, Cecilia Roth, Penélope Cruz, Maribel Verdú, Lola Dueñas i Emma Suárez.

## Zwyciężczynie i nominowane

### 1987–1990
1987: Amparo Rivelles – Trzeba rozebrać nasz dom (Hay que deshacer la casa)
- Ángela Molina – Połowa nieba (La mitad del cielo)
- Victoria Abril – Czas milczenia (Tiempo de silencio)

1988: Verónica Forqué – Radosne życie (La vida alegre)
- Irene Gutiérrez Caba – Dom Bernardy Alby (La casa de Bernada Alba)
- Victoria Abril – El Lute (El lute: camina o revienta)

1989: Carmen Maura – Kobiety na skraju załamania nerwowego (Mujeres al borde de un ataque de nervios)
- Victoria Abril – Baton Rouge
- María Fernanda d'Ocón – Caminos de tiza
- Ángela Molina – Światła i cienie (Luces y sombras)
- Ana Belén – Miss Caribe

1990: Rafaela Aparicio – Morze i czas (El mar y el tiempo)
- Victoria Abril – Jeśli ci powiedzą, że zginąłem (Si te dicen que caí)
- Verónica Forqué – Zagraniczne zakupy (Bajarse al moro)
- Ángela Molina – Przedmioty miłości (Las cosas del querer)
- Ana Belén – Lot gołębicy (El vuelo de la paloma)

### 1991–2000
1991: Carmen Maura – Aj, Carmela! (¡Ay, Carmela!)
- Charo López – Najbardziej naturalna sprawa (Lo más natural)
- Victoria Abril – Zwiąż mnie (¡Átame!)

1992: Silvia Munt – Skrzydła motyla (Alas de mariposa)
- Victoria Abril – Kochankowie (Amantes)
- Maribel Verdú – Kochankowie (Amantes)

1993: Ariadna Gil – Belle époque (Belle Époque)
- Penélope Cruz – Szynka, szynka (Jamón Jamón)
- Assumpta Serna – Mistrz szpady (El maestro de esgrima)

1994: Verónica Forqué – Kika
- Emma Suárez – Ruda wiewiórka (La ardilla roja)
- Carmen Maura – Cienie bitwy (Sombras en una batalla)

1995: Cristina Marcos – Wszyscy mężczyźni są tacy sami (Todos los hombres sois iguales)
- Ruth Gabriel – Policzone dni (Días contados)
- Ana Belén – Namiętność po turecku (La pasión turca)

1996: Victoria Abril – Po śmierci o nas zapomną (Nadie hablará de nosotras cuando hayamos muerto)
- Ariadna Gil – Antarktyda (Antártida)
- Marisa Paredes – Kwiat mego sekretu (La flor de mi secreto)

1997: Emma Suárez – Pies ogrodnika (El perro del hortelano)
- Concha Velasco – Po drugiej stronie ogrodu (Más allá del jardín)
- Ana Torrent – Teza (Tesis)

1998: Cecilia Roth – Martin
- Maribel Verdú – Szczęśliwa gwiazda (La buena estrella)
- Julia Gutiérrez Caba – Kolor chmur (El color de las nubes)

1999: Penélope Cruz – Dziewczyna marzeń (La niña de tus ojos)
- Cayetana Guillén Cuervo – Dziadek (El abuelo)
- Najwa Nimri – Kochankowie z Kręgu Polarnego (Los amantes del círculo polar)
- Leonor Watling – Godzina odważnych (La hora de los valientes)

2000: Cecilia Roth – Wszystko o mojej matce (Todo sobre mi madre)
- Mercedes Sampietro – Bądźcie znowu razem (Cuando vuelvas a mi lado)
- Carmen Maura – Lizbona (Lisboa)
- Ariadna Gil – Czarne łzy (Lágrimas negras)

### 2001–2010
2001: Carmen Maura – Kamienica w Madrycie (La comunidad)
- Icíar Bollaín – Leo
- Adriana Ozores – Morderstwo podczas pełni (Plenilunio)
- Lydia Bosch – You’re the One (Una historia de entonces)

2002: Pilar López de Ayala – Joanna Szalona (Juana la Loca)
- Nicole Kidman – Inni (The Others)
- Victoria Abril – Boskie jak diabli (Sin noticias de Dios)
- Paz Vega – Tylko moja (Sólo mía)

2003: Mercedes Sampietro – To, co nas łączy (Lugares comunes)
- Leonor Watling – Moja matka woli kobiety (A mi madre le gustan las mujeres)
- Ana Fernández – Historia pocałunku (Historia de un beso)
- Adriana Ozores – Życie niczyje (La vida de nadie)

2004: Laia Marull – Moimi oczami (Te doy mis ojos)
- Sarah Polley – Moje życie beze mnie (My Life Without Me)
- Ariadna Gil – Żołnierze spod Salaminy (Soldados de Salamina)
- Adriana Ozores – Uśpione szczęście (La suerte dormida)

2005: Lola Dueñas – W stronę morza (Mar adentro)
- Ana Belén – Rzeczy, dla których warto żyć (Cosas que hacen que la vida valga la pena)
- Pilar Bardem – Ukochana Maria (María querida)
- Penélope Cruz – Namiętność (Non ti muovere)

2006: Candela Peña – Księżniczki (Princesas)
- Adriana Ozores – Heroina (Heroína)
- Nathalie Poza – Trudne czasy (Malas temporadas)
- Emma Vilarasau – Pamiętaj o mnie (Para que no me olvides)

2007: Penélope Cruz – Volver
- Silvia Abascal – Głupia dama (La dama boba)
- Marta Etura – GranatowyPrawieCzarny (Azuloscurocasinegro)
- Maribel Verdú – Labirynt fauna (El laberinto del fauno)

2008: Maribel Verdú – Siedem stołów bilardowych (Siete mesas de billar francés)
- Blanca Portillo – Siedem stołów bilardowych (Siete mesas de billar francés)
- Belén Rueda – Sierociniec (El orfanato)
- Emma Suárez – Pod gwiazdami (Bajo las estrellas)

2009: Carme Elías – Camino
- Verónica Echegui – Spacerniak (El patio de mi cárcel)
- Ariadna Gil – Aurora i archanioł (Sólo quiero caminar)
- Maribel Verdú – Ślepe słoneczniki (Los girasoles ciegos)

2010: Lola Dueñas – Ja, też! (Yo, también)
- Penélope Cruz – Przerwane objęcia (Los abrazos rotos)
- Maribel Verdú – Tetro
- Rachel Weisz – Agora (Ágora)

### 2011–2020
2011: Nora Navas – Czarny chleb (Pa negre)
- Elena Anaya – Noc w Rzymie (Habitación en Roma)
- Belén Rueda – Oczy Julii (Los ojos de Julia)
- Emma Suárez – Moskitiera (La mosquitera )

2012: Elena Anaya – Skóra, w której żyję (La piel que habito)
- Verónica Echegui – Kołysanka z Katmandu (Katmandú, un espejo en el cielo)
- Salma Hayek – Życie to jest to (La chispa de la vida)
- Inma Cuesta – Uśpiony głos (La voz dormida)

2013: Maribel Verdú – Śnieżka (Blancanieves)
- Penélope Cruz – Powtórnie narodzony (Venuto al mondo)
- Aida Folch – Artysta i modelka (El artista y la modelo)
- Naomi Watts – Niemożliwe (The Impossible)

2014: Marian Álvarez – Tylko ja (La herida)
- Inma Cuesta – O trzy wesela za dużo (Tres bodas de más )
- Aura Garrido – Sztokholm (Stockholm)
- Nora Navas – Przecież wszyscy ją kochamy (Tots volem el millor per a ella)

2015: Bárbara Lennie – Magical Girl
- María León – Marsella (Marsella)
- Macarena Gómez – Gniazdo ryjówek (Musarañas)
- Elena Anaya – Wszyscy nie żyją (Todos Están Muertos)

2016: Natalia de Molina – Wikt i opierunek (Techo y comida)
- Inma Cuesta – Krwawe gody (La novia)
- Penélope Cruz – Mama (Ma ma)
- Juliette Binoche – Nikt nie chce nocy (Nadie quiere la noche)

2017: Emma Suárez – Julieta
- Penélope Cruz – Królowa Hiszpanii (La reina de España)
- Bárbara Lennie – Maria i inni (María (y los demás))
- Carmen Machi – Przez otwarte drzwi (La puerta abierta)

2018: Nathalie Poza – Trudno powiedzieć żegnaj (No sé decir adiós)
- Penélope Cruz – Kochając Pabla, nienawidząc Escobara (Loving Pablo)
- Emily Mortimer – Księgarnia z marzeniami (The Bookshop)
- Maribel Verdú – Abrakadabra (Abracadabra)

2019: Susi Sánchez – Niedzielna choroba (La enfermedad del domingo)
- Najwa Nimri – Kto ci zaśpiewa (Quién te cantará)
- Penélope Cruz – Wszyscy wiedzą (Todos lo saben)
- Lola Dueñas – Podróż do pokoju matki (Viaje al cuarto de una madre)

2020: Belén Cuesta – Wieczny okop (La trinchera infinita)
- Penélope Cruz – Ból i blask (Dolor y gloria)
- Greta Fernández – La hija de un ladrón
- Marta Nieto – Matka (Madre)

### 2021–2030
2021: Patricia López Arnaiz – Ane
- Amaia Aberasturi – Sabat sióstr (Akelarre)
- Kiti Mánver – Niewygodny układ (El inconveniente)
- Candela Peña – La boda de Rosa

2022 : Blanca Portillo – Maixabel
- Emma Suárez – Josefina
- Petra Martínez – La vida era eso
- Penélope Cruz – Matki równoległe (Madres paralelas)

2023: Laia Costa – Pięć małych wilczków (Cinco lobitos)
- Marina Foïs – Bestie (As bestas)
- Anna Castillo – Dzikie słoneczniki (Girasoles silvestres)
- Bárbara Lennie – Krzywe linie Boga (Los renglones torcidos de Dios)
- Vicky Luengo – Korek (Suro)

2024: Malena Alterio – Que nadie duerma
- Patricia López Arnaiz – 20 000 gatunków pszczół (20.000 especies de abejas)
- María Vázquez – Matria
- Laia Costa – Un amor
- Carolina Yuste – Żarty i papierosy (Saben aquell)

2025: Carolina Yuste – Agentka (La infiltrada)
- Emma Vilarasau – Casa en flames
- Julianne Moore – Matria (La habitación de al lado)
- Tilda Swinton – Un amor (La habitación de al lado)
- Patricia López Arnaiz – Żarty i papierosy (Los destellos)

## Wielokrotnie nominowane laureatki
Laureatki nagrody, które zdobyły więcej niż jedną nominację:
| Aktorka               | Nagrody | Nominacje |
| --------------------- | ------- | --------- |
| Penélope Cruz         | 2       | 12        |
| Victoria Abril        | 1       | 8         |
| Maribel Verdú         | 2       | 8         |
| Emma Suárez           | 2       | 6         |
| Carmen Maura          | 3       | 5         |
| Ariadna Gil           | 1       | 5         |
| Ana Belén             | 0       | 4         |
| Adriana Ozores        | 0       | 4         |
| Elena Anaya           | 1       | 3         |
| Inma Cuesta           | 0       | 3         |
| Lola Dueñas           | 2       | 3         |
| Verónica Forqué       | 2       | 3         |
| Bárbara Lennie        | 1       | 3         |
| Ángela Molina         | 0       | 3         |
| Patricia López Arnaiz | 1       | 3         |

## Najczęściej nominowane aktorki
- 12 nominacji: Penélope Cruz
- 8 nominacji: Victoria Abril
- 8 nominacji: Maribel Verdú
- 6 nominacji: Emma Suárez
- 5 nominacji: Carmen Maura
- 5 nominacji: Ariadna Gil
- 4 nominacje: Ana Belén
- 4 nominacje: Adriana Ozores
- 3 nominacje: Elena Anaya
- 3 nominacje: Inma Cuesta
- 3 nominacje: Lola Dueñas
- 3 nominacje: Verónica Forqué
- 3 nominacja: Bárbara Lennie
- 3 nominacje: Ángela Molina
- 3 nominacje: Patricia López Arnaiz
- 2 nominacje: Cecilia Roth
- 2 nominacje: Mercedes Sampietro
- 2 nominacje: Leonor Watling
- 2 nominacje: Belén Rueda
- 2 nominacje: Verónica Echegui
- 2 nominacje: Nora Navas
- 2 nominacje: Nathalie Poza
- 2 nominacje: Laia Costa
- 2 nominacje: Najwa Nimri
- 2 nominacje: Candela Peña
- 2 nominacje: Blanca Portillo